# Muzeum Południowego Podlasia w Białej Podlaskiej
Muzeum Południowego Podlasia w Białej Podlaskiej – znajduje się w obiektach należących do zespołu pałacowo-parkowego Radziwiłłów w Białej Podlaskiej, które otoczone są systemem obwarowań szkoły staroholenderskiej.  W budynku głównym muzeum, XVIII-wiecznej wieży i bramie wjazdowej, znajdują się stałe wystawy poświęcone historii miasta i regionu zorganizowane ze zbiorów muzeum. Dotyczą one archeologii, historii miasta i regionu, historii rodu bialskich Radziwiłłów, malarstwa XIX-wiecznego poświęconego tematyce koni czystej krwi arabskiej, malarstwa Bazylego Albiczuka, kolekcji ikony prawosławnej, zbiorów numizmatycznych oraz etnografii kultury ludowej Podlasia Południowego. 
Muzeum wyróżnia największa w Polsce kolekcja ikon prawosławnych, która liczy ponad 1600 obiektów, oraz ksiąg i parametrów liturgicznych.
Muzeum posiada również pomieszczenia wystawiennicze w oficynie północno-zachodniej, w której organizuje wystawy czasowe; kaplicę pałacową oraz wieżyczkę wschodnią, ozdobioną cennymi sgraffitami, w której udostępniana jest stała wystawa archeologiczna. 

## Historia
Pierwszą placówkę muzealną w Białej Podlaskiej powołał do życia w 1924 roku ówczesny dyrektor Gimnazjum Miejskiego im. Józefa Ignacego Kraszewskiego w Białej Podlaskiej dr Wacław Nartowski (1886–1969). A oto co pisano o bialskim muzeum w 1928 roku na łamach czasopisma „Młodzież z Podlasia”:
„…Muzeum ma na celu gromadzenie eksponatów posiadających znaczenie historyczne, jako to: stare druki, sprzęty i ubiory, dzieła sztuki, oręż, przedmioty wykopaliskowe, słowem to wszystko, co świadczy o historii i przeszłości gimnazjum, Białej i Podlasia. Oprócz tego Muzeum zbiera fotografie pamiątkowych budowli, miejsc historycznych, stare monety, banknoty, wszelkiego rodzaju znaki pieniężne, przedwojenne i wojenne, polskie i państw obcych. Muzeum, którem z pietyzmem opiekuje się pan Dyrektor, rozwija się coraz lepiej, tak że początkowe pomieszczenie okazało się za ciasne i musiano zbiory przenieść do większego lokalu. Społeczeństwo Bialskie żywo interesuje się muzeum dając tem dowód zrozumienia dla nowo powstałej placówki kulturalnej, w której jak w soczewce skupiło się wszystko cokolwiek tyczy się przeszłości naszego miasta i Podlasia. Obecnie muzeum posiada dość znaczną ilość książek i druków z XV, XVI, XVII i XVIII wieku (od 1494 roku). Bogato przedstawia się również dział numizmatyczny, zawierający znaczną ilość monet, jak półgrosz świdnicki z roku 1542, monety z epoki Kazimierza Jagiellończyka, Zygmunta Augusta…”
Pierwsze bialskie muzeum nie przetrwało okresu II wojny światowej, rozproszone eksponaty zaginęły w zawierusze wojennej. Ocalały jedynie niektóre starodruki, które weszły w skład księgozbioru Liceum Ogólnokształcącego im. I.J. Kraszewskiego w Białej Podlaskiej, gdzie znajdują się do dziś.
W latach pięćdziesiątych miejscowi działacze regionalni i nauczyciele szkół bialskich czynili usilne starania na rzecz powołania bialskiego Muzeum, poruszając ten problem już w 1955 roku na konferencji w Centralnym Zarządzie Muzeum. Obchody Tysiąclecia Państwa Polskiego przyniosły szereg konkretnych działań na polu oświaty i kultury. Jednym z ważniejszych wydarzeń uroczystych obchodów Tysiąclecia w powiecie bialskim było otwarcie w dniu 26 października 1966 roku Muzeum Regionalnego w Białej Podlaskiej. Władze miejskie przeznaczyły na jego tymczasową siedzibę salę konferencyjną Miejskiej Rady Narodowej przy ulicy Pocztowej 4 oraz niewielkie pomieszczenie o powierzchni 8m kw. wykorzystywane jako podręczny magazyn. W 1968 roku nadano Muzeum Statut, zatrudniono również pierwszych etatowych pracowników i określono teren działania i charakter zbiorów placówki. W 1973 roku powołano Oddział Martyrologiczny Muzeum, mieszczący się w piwnicach budynku administracyjnego Bialskich Fabryk Mebli, w miejscu gdzie w czasie okupacji mieściło się więzienie śledcze komisariatu policji granicznej.
W czerwcu 1975 roku w wyniku zmian administracyjnych, Biała Podlaska stała się miastem wojewódzkim. Muzeum w Białej Podlaskiej zyskało nową rangę i nazwę Muzeum Okręgowego, znacznie poszerzono jego obsadę i utworzono działy merytoryczne: etnografii, historii, sztuki oraz dział naukowo-oświatowy zajmujący się edukacją i obsługą zwiedzających. W 1995 roku utworzono w bialskim Muzeum dział archeologii.

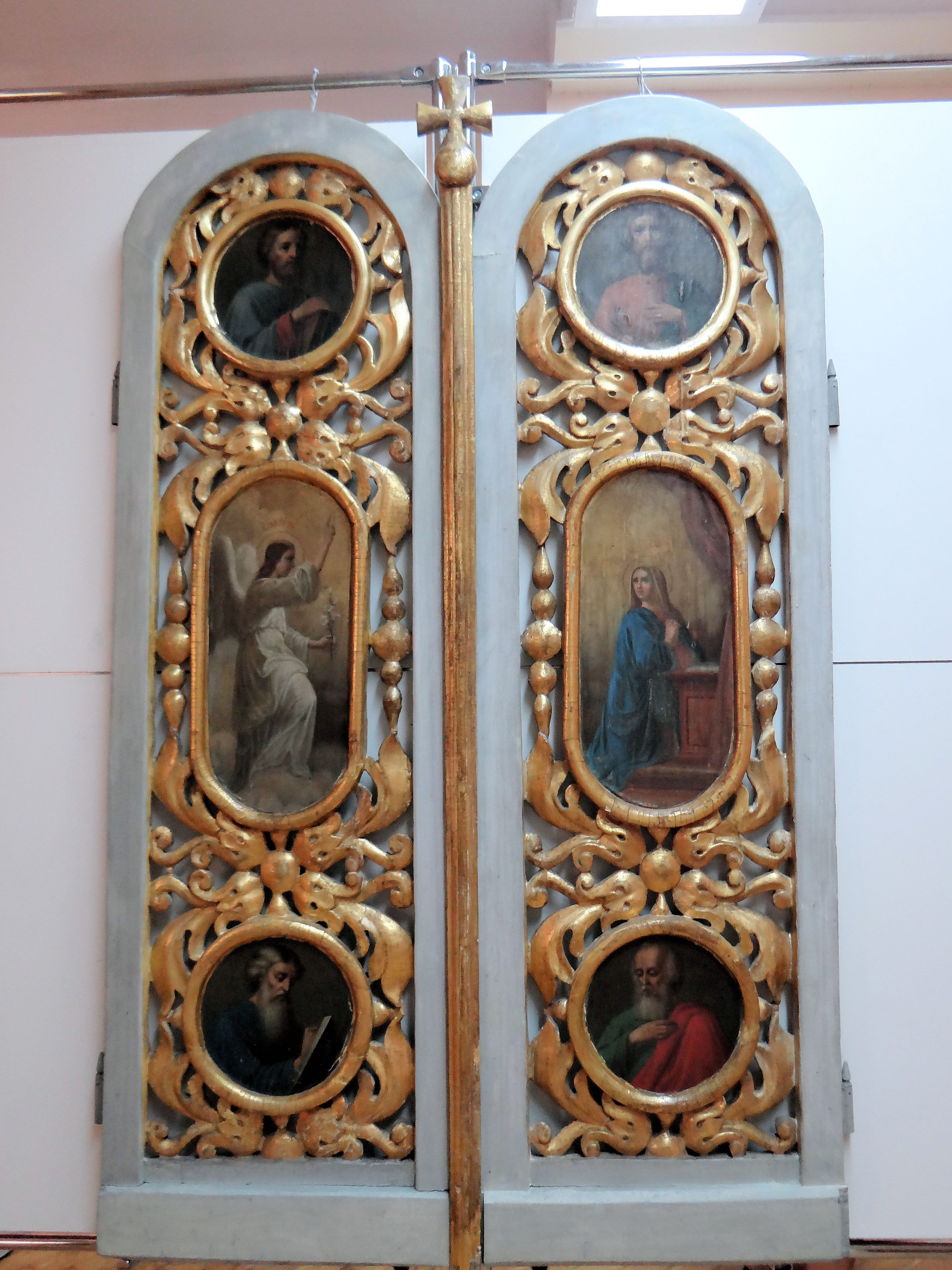
Wystawa ikon w muzeum

W 1976 roku na skutek inicjatywy lokalnych działaczy kulturalnych powołano zamiejscowy Oddział Muzeum w Łosicach, (rozwiązany w 1989 roku).
Po wielu latach oczekiwania w 1983 roku Muzeum uzyskało siedzibę w „Parku Radziwiłłowskim” przy ulicy Warszawskiej 12. Na potrzeby placówki przeznaczono: bramę wjazdową wraz z ćwierćkolistym tunelowym łącznikiem zwanym „szyją”, wieżę bramną oraz kaplicę pałacową dawnego zespołu pałacowego obronnego Radziwiłłów.
W 1998 roku po likwidacji województwa bialskopodlaskiego, Muzeum Okręgowe przyjęło nazwę Muzeum Południowego Podlasia w Białej Podlaskiej, w tym samym roku wpisane zostało również do Państwowego Rejestru Muzeów.
Na przełomie lat 2018–2019 odbył się generalny remont głównego budynku, w wyniku którego zwiększyła się powierzchnia wystawiennicza Muzeum. Równocześnie zyskało ono nowe pomieszczenia w oficynie północno-zachodniej, do których przeniesione zostały biura oraz Centrum Edukacji Muzealnej. W 2020 roku otwarta została Pracownia Digitalizacji.

## Oddziały
- Muzeum Południowego Podlasia w Białej Podlaskiej, ul. Warszawska 12, (działy: Archeologii, Artystyczny, Etnografii, Gabinet numizmatyczny, Naukowo-oświatowy)
- Oddział Martyrologiczno-Historyczny, ul. Łomaska 21, (działy: Historii, Sekcja militariów, odznak i odznaczeń)

## Dyrektorzy
Muzealnicy bialscy w pierwszych latach od utworzenia Muzeum Regionalnego w Białej Podlaskiej (1966), w sprawach merytorycznych podlegali Muzeum Okręgowemu w Lublinie.  
Funkcję kierownika Muzeum pełniła do 1976 roku Anna Ciesielczuk. Funkcja dyrektora pojawiła się niedługo po zmianie rangi na Muzeum Okręgowe w Białej Podlaskiej (1975). 
- Kazimierz Popiołek (1976–1978)
- Celestyn Wrębiak (kwiecień 1978 – 2006)
- Małgorzata Nikolska (czerwiec 2006 – 2017)
- Violetta Jarząbkowska (grudzień 2017 – grudzień 2020)
- Rafał Izbicki (styczeń 2021 – obecnie)

## Zespół pałacowo-parkowy Radziwiłłów w Białej Podlaskiej

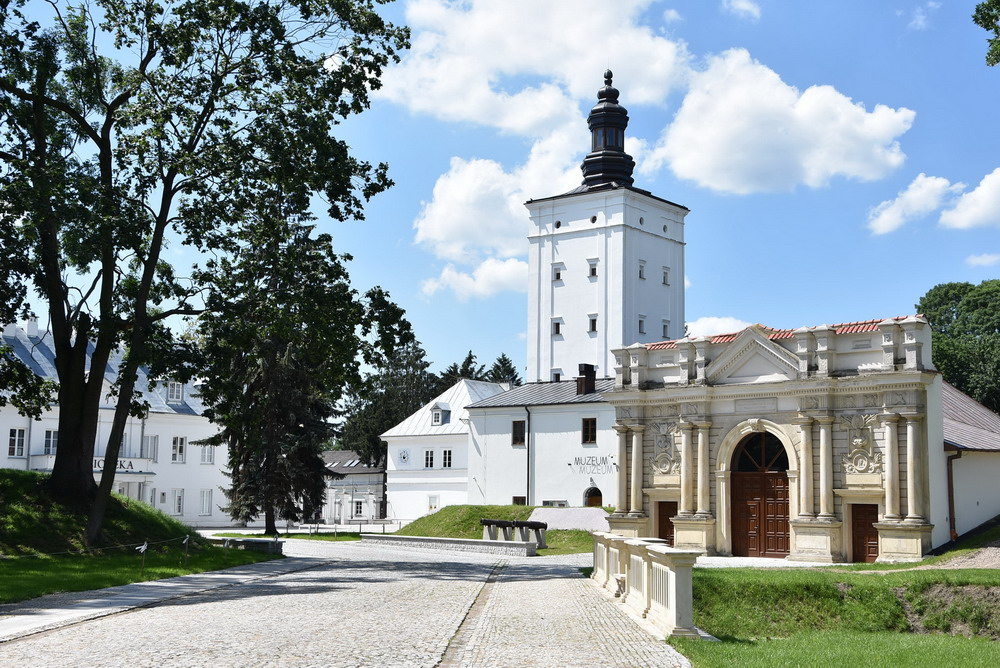
Wjazd
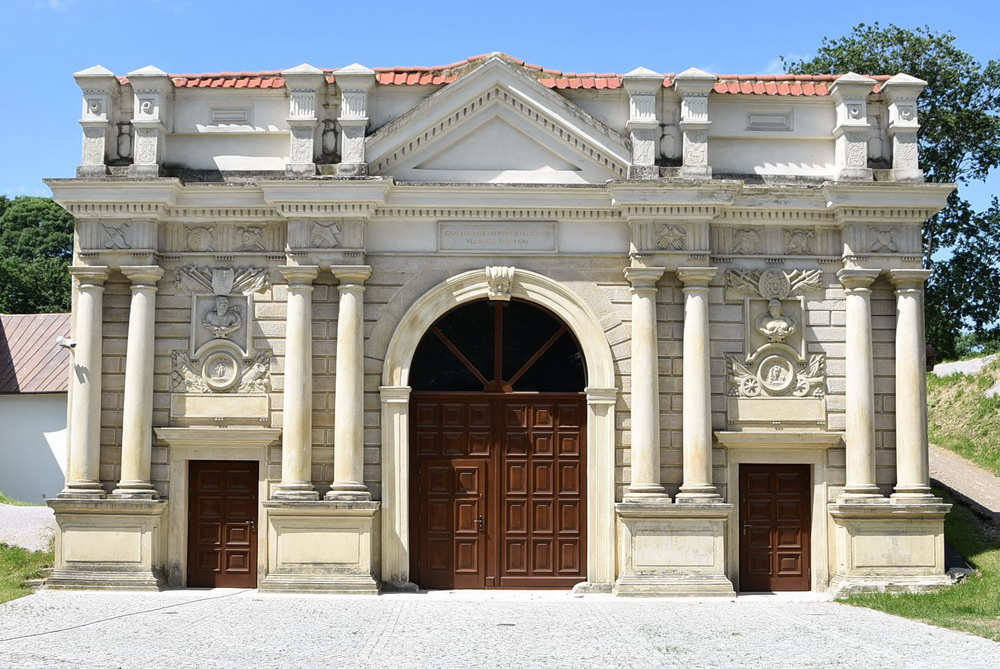
Brama wjazdowa
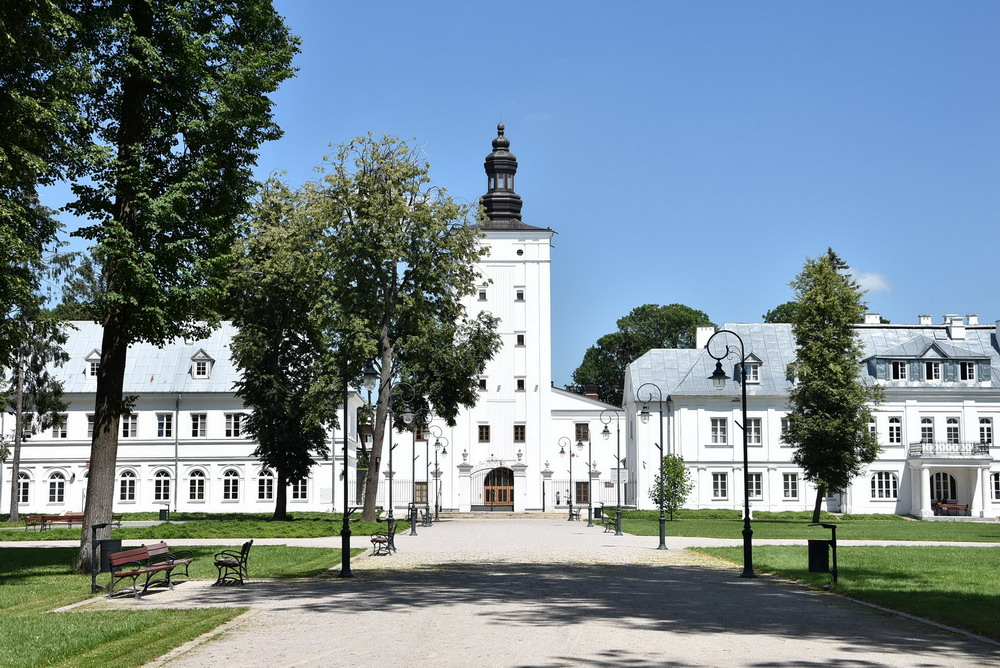
Wieża wjazdowa
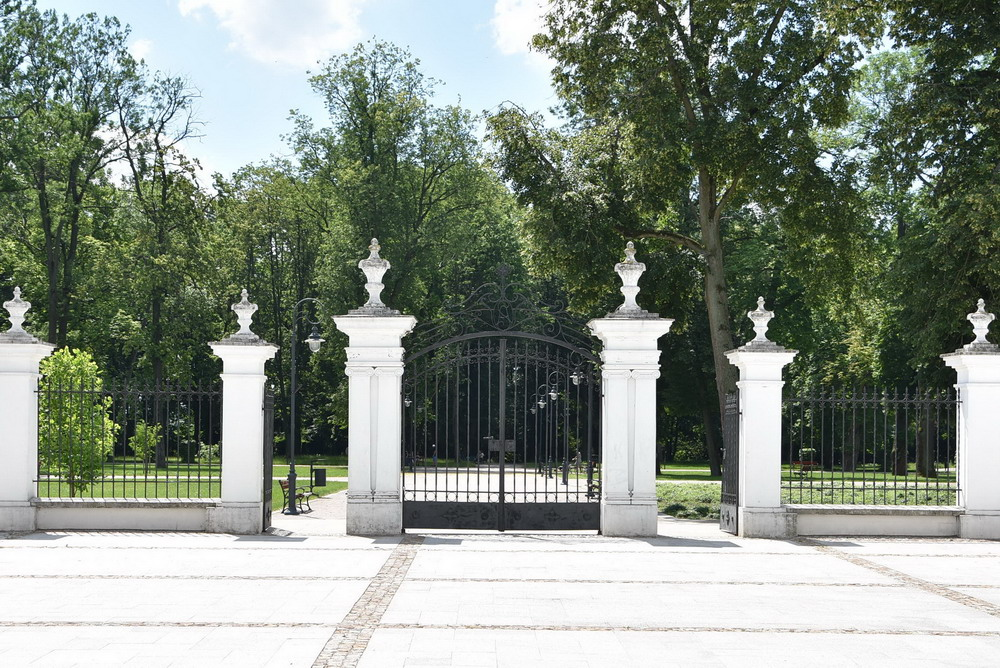
Brama
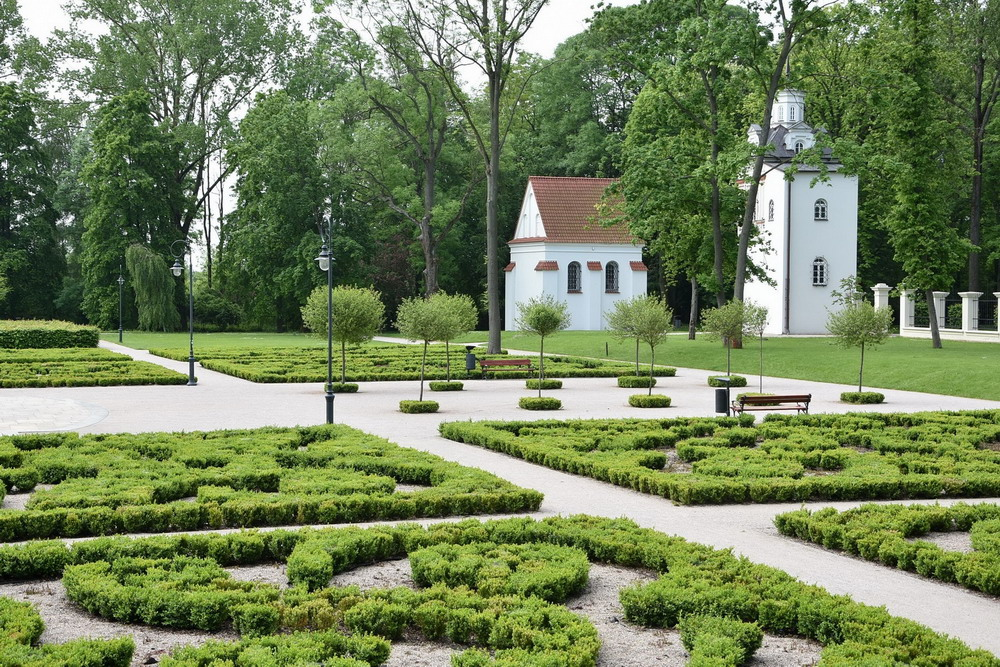
Kwaterowy ogród włoski
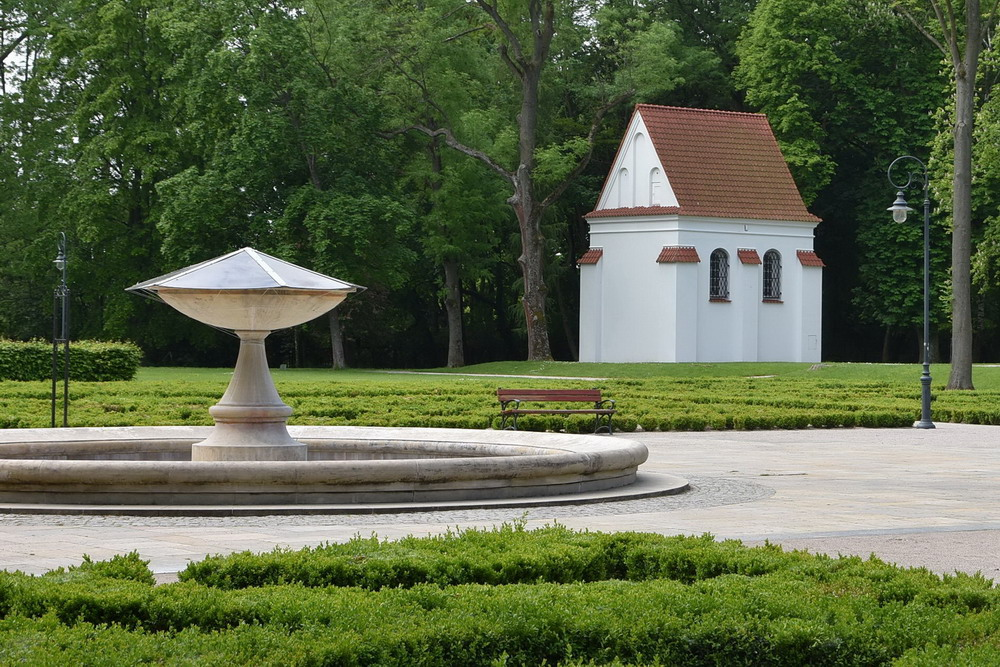
Fontanna
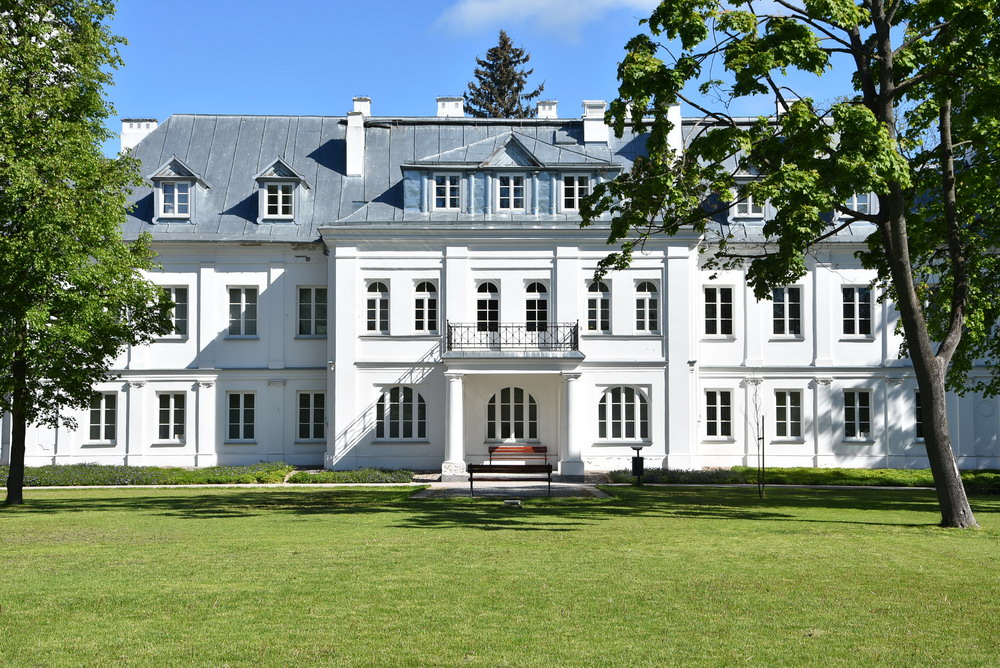
Oficyna północno-wschodnia
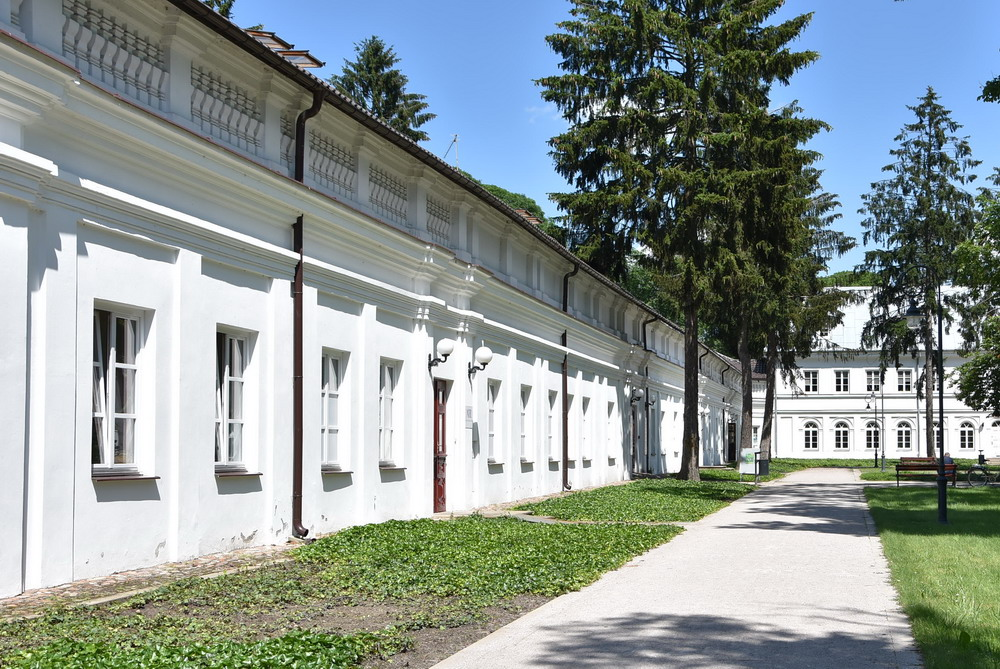
Oficyna zachodnia
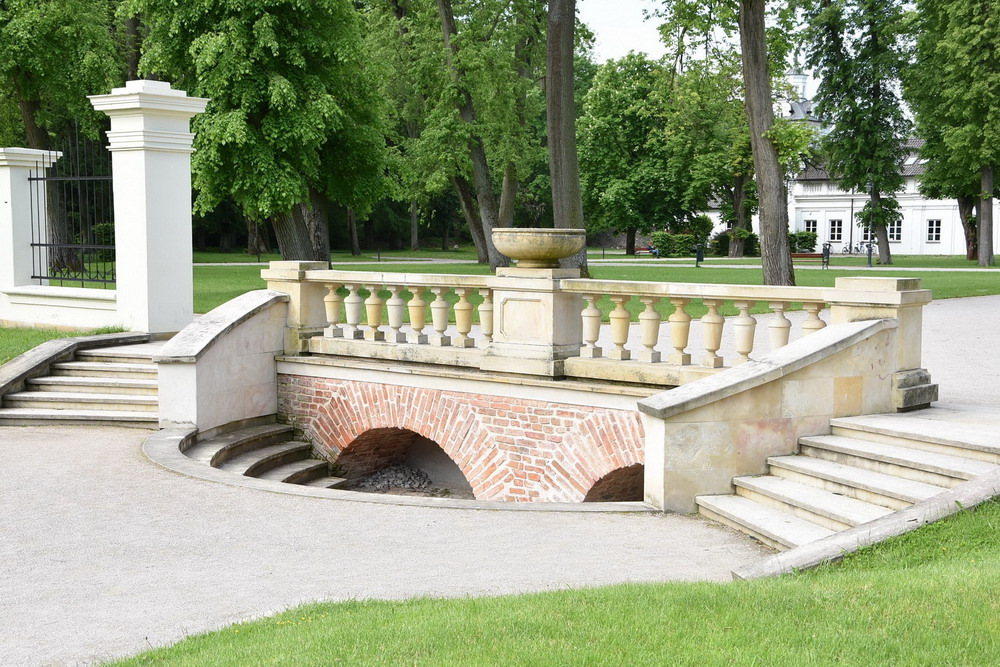
Schody do ogrodu
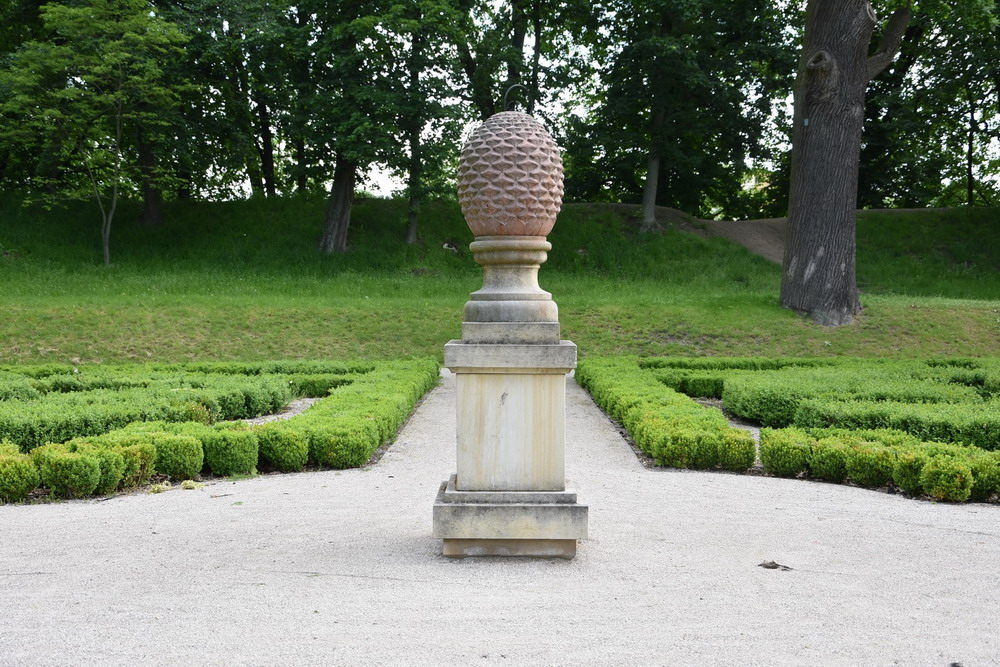
Szyszka
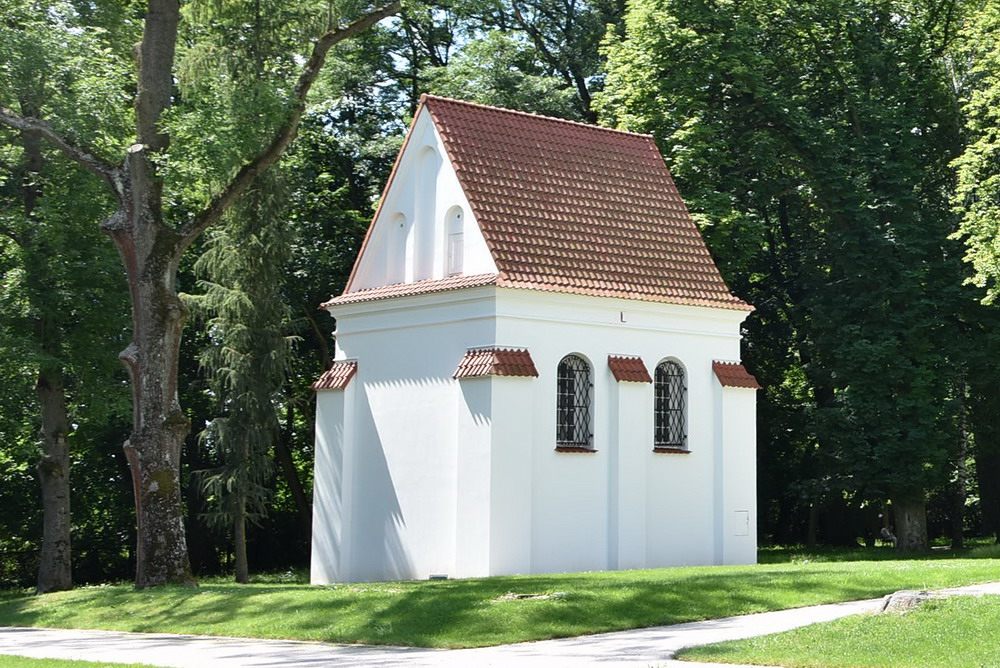
Kaplica pałacowa